# Нівервілл (Нью-Йорк)
Нівервілл (англ. Niverville) — переписна місцевість (CDP) в США, в окрузі Колумбія штату Нью-Йорк. Населення — 1508 осіб (2020).

## Географія
Нівервілл розташований за координатами 42°26′57″ пн. ш. 73°38′56″ зх. д. / 42.44917° пн. ш. 73.64889° зх. д. (42.449226, -73.648775).  За даними Бюро перепису населення США в 2010 році переписна місцевість мала площу 8,86 км², з яких 7,44 км² — суходіл та 1,41 км² — водойми.

## Демографія
Згідно з переписом 2010 року, у переписній місцевості мешкали 1662 особи в 679 домогосподарствах у складі 460 родин. Густота населення становила 188 осіб/км².  Було 887 помешкань (100/км²).
Расовий склад населення:
| - 96,3 % — білих - 0,8 % — чорних або афроамериканців - 0,6 % — азіатів - 0,1 % — корінних американців |

До двох чи більше рас належало 1,4 %. Частка іспаномовних становила 2,0 % від усіх жителів.
За віковим діапазоном населення розподілялося таким чином: 19,9 % — особи молодші 18 років, 65,1 % — особи у віці 18—64 років, 15,0 % — особи у віці 65 років та старші. Медіана віку мешканця становила 44,7 року. На 100 осіб жіночої статі у переписній місцевості припадало 104,2 чоловіків;  на 100 жінок у віці від 18 років та старших — 102,9 чоловіків також старших 18 років.
Середній дохід на одне домашнє господарство  становив 101 590 доларів США (медіана — 90 750), а середній дохід на одну сім'ю — 102 054 долари (медіана — 103 239). За межею бідності перебувало 3,3 % осіб, у тому числі 0,0 % дітей у віці до 18 років та 5,0 % осіб у віці 65 років та старших.
Цивільне працевлаштоване населення становило 995 осіб. Основні галузі зайнятості: публічна адміністрація — 22,1 %, освіта, охорона здоров'я та соціальна допомога — 20,5 %, транспорт — 8,7 %, виробництво — 6,8 %.